# Mari lucrări inutile
Expresia Mari lucrări inutile (în franceză Grands travaux inutiles, abreviat GTI) desemnează, de la mijlocul anilor 1980, realizarea unor lucrări de infrastructură care s-au dovedit a posteriori contraproductive, inutile sau deficitare din punct de vedere social, economic sau ecologic. La începutul anilor 2010 au apărut și expresiile Mari proiecte inutile și Mari proiecte inutile și impozitate, care desemnează proiecte aflate în curs și a căror utilitate este pusă a priori sub semnul întrebării de către opozanții acestora.

## Istoric și terminologie

### Defossé și „marile lucrări inutile”
Expresia „marile lucrări inutile” a fost utilizată pentru prima dată de jurnalistul belgian de investigații Jean-Claude Defossé în programul omonim difuzat de RTBF cu începere din 1986, apoi în lucrarea sa Micul ghid al Marilor Lucrări Inutile, publicată la Editura RTBF, în 1990.
Această expresie, ce se referă la mari șantiere care n-au fost niciodată terminate, nu și-au atins obiectivele sau a căror utilitate este contestată, a continuat să fie utilizată în Belgia inclusiv de către comunitatea de limbă neerlandeză, precum în lucrarea Blijvende blunders: de grote nutteloze werken (1993, în română Gafe care rămân: Mari lucrări inutile) și continuarea sa, Nog meer blijvende blunders (1996, în română Alte gafe care rămân), scrise de jurnalistul Douglas De Coninck. „Marile lucrări inutile” au fost ulterior analizate și de Samy Hosni, realizatorul emisiunii On n'est pas des pigeons (în română Nu suntem fraieri) de la RTBF.

## Mari lucrări inutile după țară

### Austria
- Centrala nucleară Zwentendorf, complet terminată, dar niciodată pusă în funcțiune ca urmare a unui vot popular al austriecilor împotriva ei, în 1978.[4] (Poziție pe hartă)

### Canada

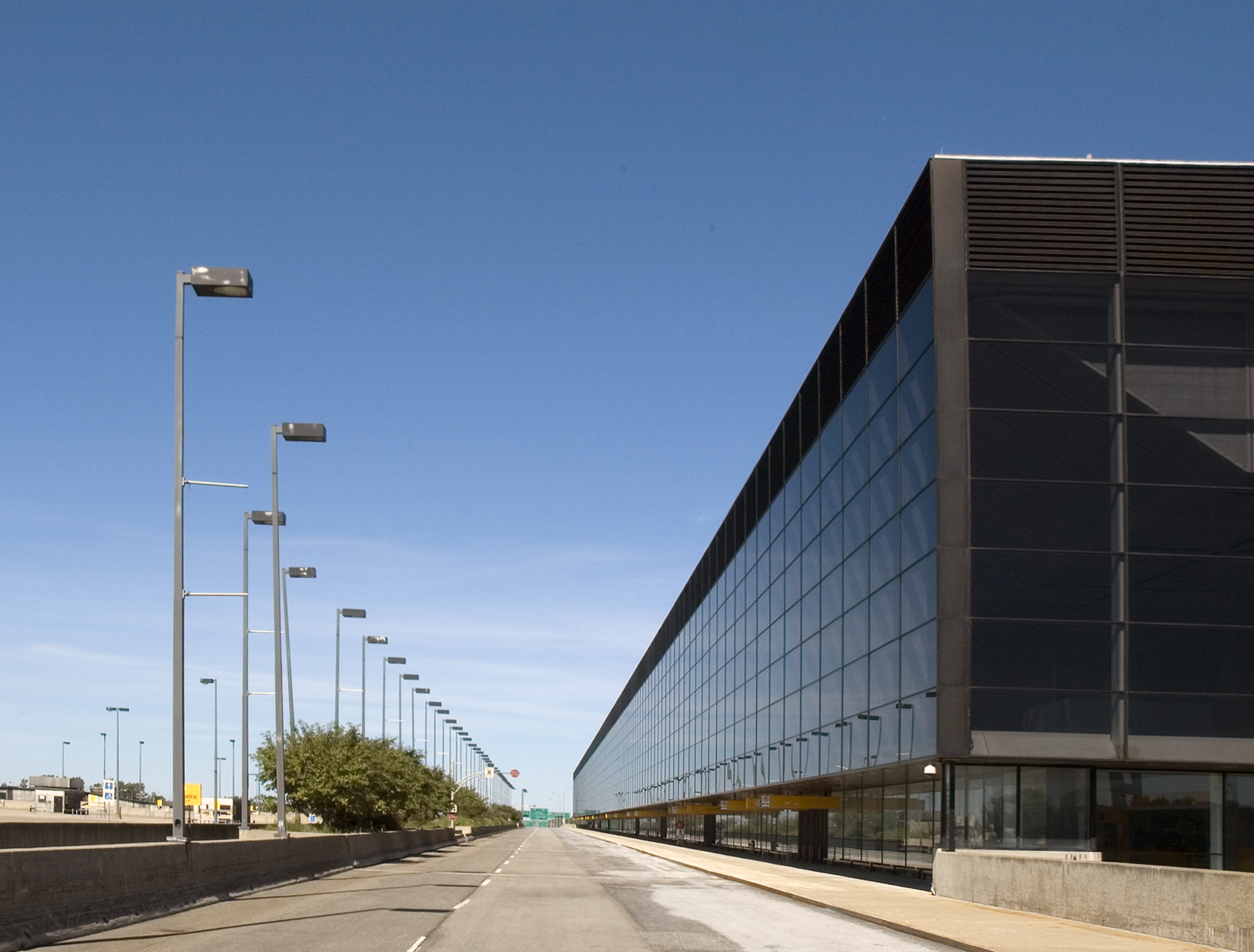
Aerogara aeroportului Mirabel, abandonată în 2004 și demolată în 2014.

- Aeroportul Internațional Montréal-Mirabel, aeroport al cărui teritoriu este cel mai întins din lume și pentru care s-au făcut exproprieri enorme,[5] n-a primit niciodată vreun pasager. Aerogara pentru pasageri a fost demolată, iar aeroportul este folosit doar pentru transportul de marfă.[5][6] (Poziție pe hartă)
- Cheiul federal „Pointe aux Senelles” din Sainte-Flavie, Québec, construit în anii 1980 la extremitatea unei coaste bătute de vânt și de valuri mari. Nici un vapor nu a acostat vreodată la acest chei. (Poziție pe hartă)
- Noua clădire a Autogării Montréal, neterminată, devenită simbol al derivei imobiliare universitare în perioada grevei studenților din Québec din 2012.[7][8] În 2005, Universitatea Provinciei Québec din Montréal (UQAM) decide să-și extindă campusul situat la nord de Piața Émilie-Gamelin, folosindu-se de un teren în formă de patrulater aparținând unei firme private. Șantierul este deschis în 2006, iar proiectul include construcția unei noi autogări, precum și cămine studențești, un nou corp al universității, un turn pentru birouri și o parcare subterană cu 800 de locuri. Rapid, proiectul devine o catastrofă financiară gigantică,[9] antrenând o criză politică și financiară pentru UQAM și demisia rectorului Roch Denis.[10] Lucrările au fost întrerupte în 2007. În 2008, Guvernul Québecului a șters datoriile proiectului, iar în 2010 a devenit proprietarul investiției nefinalizate.[11] Deși șantierul de pe terenul în formă de patrulater a fost abandonat, noua autogară situată la primul etaj a fost terminată cu un cost suplimentar de 62 milioane de dolari.[12] Ea și-a deschis porțile pe 8 decembrie 2011. Restul structurii a fost vândut de guvern Grupului Aquilini în 2013,[13] acesta sperând că poate transforma construcția într-un imobil de locuințe până în anul 2016.[14] (Poziție pe hartă)

### Coreea de Nord
- Hotelul Ryugyong din Phenian, capitala Coreei de Nord. Înalt de 329 de metri, hotelul trebuia să devină una din cele mai înalte construcții din lume. Lipsa de fonduri a făcut ca șantierul să fie abandonat în 1992, când structura propriu-zisă era terminată. Lucrările au fost reluate abia în anul 2008. (Poziție pe hartă)

### Cuba
- Centrala Nucleară Juragua de lângă Cienfuegos. Construcția a început în 1983, cu sprijinul Uniunii Sovietice, și prevedea realizarea a doi reactori de tip VVER-440 V318.[15] Odată cu disoluția URSS, finanțarea proiectului de către sovietici a încetat. Pe 5 septembrie 1992, construcția centralei, care în perioada regimului Fidel Castro atinsese deja costul de 1,1 miliarde de dolari, a fost oprită.[16] Încercările ulterioare de redemarare a construcției s-au lovit și ele de lipsa banilor. În anul 2000, proiectul a fost definitiv abandonat. (Poziție pe hartă)

### Egipt
- Vechiul baraj de la Assuan, inaugurat în 1908 și consolidat în 1912 și 1913, este și astăzi un baraj în activitate pe Fluviul Nil. În lungime de 2500 m, barajul era destinat protejării de inundații a regiunilor din aval și îmbunătățirii irigațiilor. De asemenea, el trebuia să furnizeze electricitate. Dar lacul de acumulare a fost curând invadat de plante acvatice. Mai mult, s-a considerat că lacul ar reține mâlurile fertile, ceea ce ar fi dus la transformarea în sterile a unor terenuri din aval. Barajul și-a pierdut complet importanța după ce a fost dublat de Marele baraj de la Assouan, lung de 3600 m, inaugurat în 1970, situat la doar 6 km în amonte și care, protejând în același timp valea, nu a prezentat efectele ecologice ale vechiului baraj. (Poziție pe hartă)

### Spania

Gara Canfranc, peroanele din partea franceză în 1994.

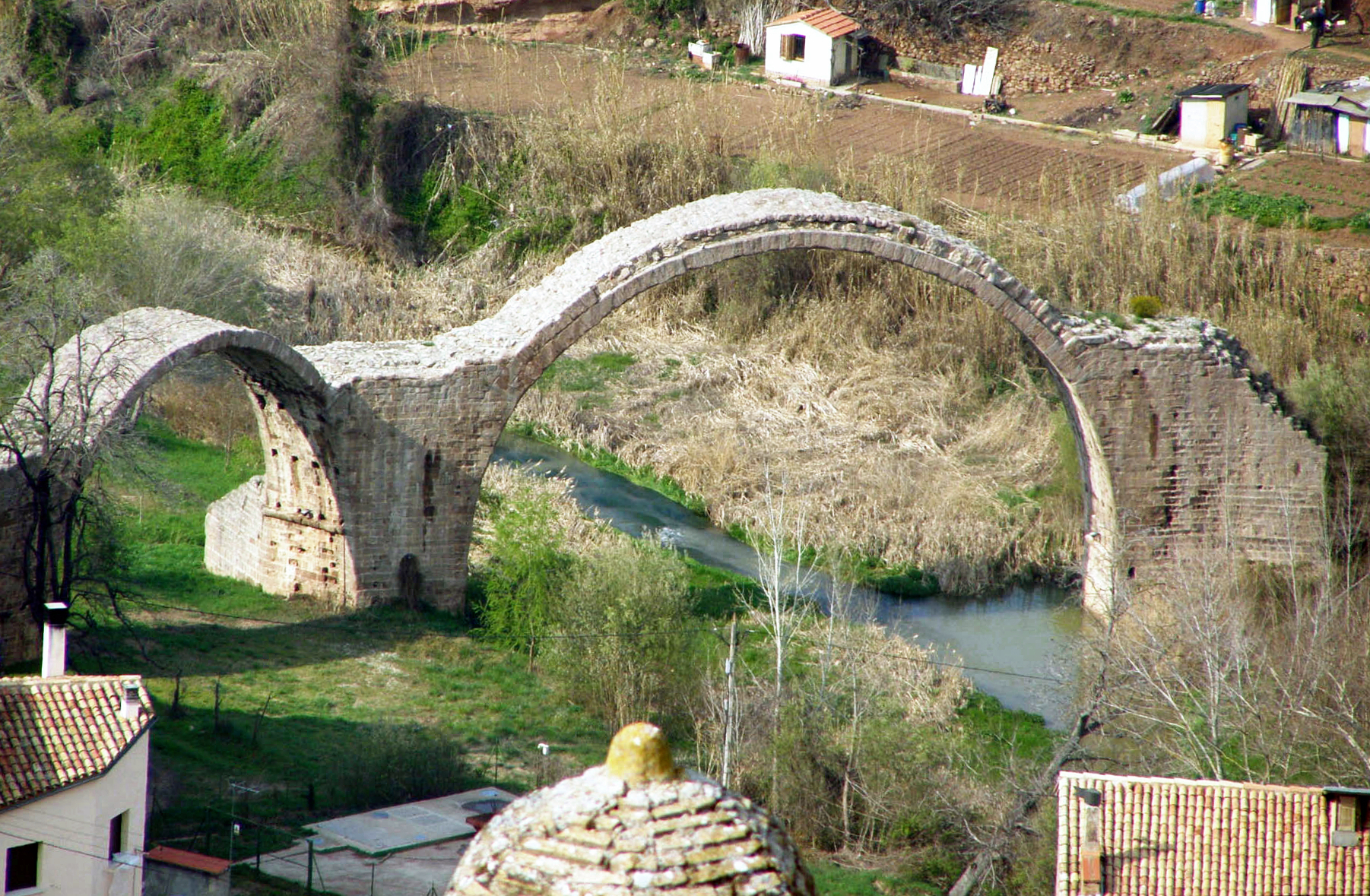
Pont del Diable din Cardona.

- Gara internațională Canfranc: clădire și instalații supradimensionate, construite la prețuri de lucrări faraonice. Ridicată într-o vale puțin locuită a Munților Pirinei, gara este comparabilă ca mărime cu marile gări pariziene, iar instalațiile sale (hangare, linii, macarale, clădiri ale vămii, etc.) sunt dimensionate pentru un trafic internațional de călători și marfă pe care gara Canfranc nu le-a cunoscut niciodată. Deși protejată de o convenție franco-spaniolă, stația feroviară internațională n-a rămas cu adevărat în serviciu decât între 1928 și 1970, cu trei perioade de întrerupere, astfel că instalațiile feroviare franceze au fost folosite în total doar 34 de ani. La apogeul său, gara atingea o medie a de circa 50 de călători pe zi, iar traficul internațional de marfă a rămas foarte modest, împiedicat și de profilul dificil al liniei din partea franceză, care limita drastic tonajul trenurilor. 95% din instalațiile gării au fost succesiv abandonate începând cu 1970. Doar două peroane, câteva linii și silozurile de cereale mai sunt în prezent utilizate de căile ferate spaniole, care încă mențin câteva curse feroviare pe zi. Importante lucrări au fost demarate în anii 2000 pentru renovarea imensei clădiri a gării de pasageri, în scopul transformării ei într-un centru comercial și hotelier de lux,[17] însă criza financiară a pus capăt acestui proiect, iar gara a fost din nou abandonată. (Poziție pe hartă)
- Centrala nucleară de la Lemoiz, situată la 20 de kilometri de Bilbao și finalizată, dar care nu a funcționat niciodată. Construcția celor doi reactori a început în 1972, dar a provocat o mobilizare populară fără precedent. Manifestații împotriva centralei au fost organizate pe tot întinsul Țării Bascilor, culminând cu cea de pe 14 iulie 1977, de la Bilbao, la care au luat parte 150.000 de persoane.[18] În paralel, gruparea separatistă ETA a pus la cale o serie de atentate sângeroase, răpiri și asasinate, inclusiv cea a lui José María Ryan, inginerul șef al centralei. Acesta, în vârstă de doar 38 de ani și tată a cinci copii, a fost răpit pe 29 ianuarie 1981 și găsit mort pe 6 februarie, după ce ultimatumul acordat de ETA guvernului pentru a demola centrala expirase.[19] Proiectul centralei a fost abandonat în urma moratoriului asupra activităților nucleare decretat de guvernul socialist al lui Felipe González, pe 28 martie 1984.[20] Totuși, activitățile pe șantierul obiectivului au încetat definitiv abia în 1994. (Poziție pe hartă)
- Centrala nucleară Valdecaballeros, situată în municipalitatea Valdecaballeros, Provincia Badajoz, Extremadura. Centrala se afla în construcție în anul 1983, când programul nuclear spaniol a fost oprit după venirea la putere a Partidului Socialist.[21] Cei doi reactori de 975 MW ale centralei erau terminați în proporție de 60 %, respectiv 70 %. În 1994, s-a decis că centrala nu va fi niciodată finalizată. (Poziție pe hartă)
- Pont del Diable din Cardona, Catalonia, un pod gotic în arc nefinalizat peste râul Cardener. Podul ar fi trebuit să aibă cinci arce, însă doar două arce centrale și culeele de pe cele două coline ale văii au fost terminate.[22] Prima menționare a podului datează din 28 octombrie 1424. Într-un document al consiliului din Toledo se amintește că au fost trimiși patru emisari către dioceze pentru a strânge donații pentru terminarea podului.

### Țările de Jos
- Canalul Olandei Septentrionale, a cărui construcție a fost decisă în secolul al XIX-lea de către regele Willem al II-lea, s-a dovedit foarte repede prea îngust, prea sinuos și inutil de lung. El a fost ulterior înlocuit de Canalul Mării Nordului, construit cu începere din 1865. (Poziție pe hartă)

### Ucraina

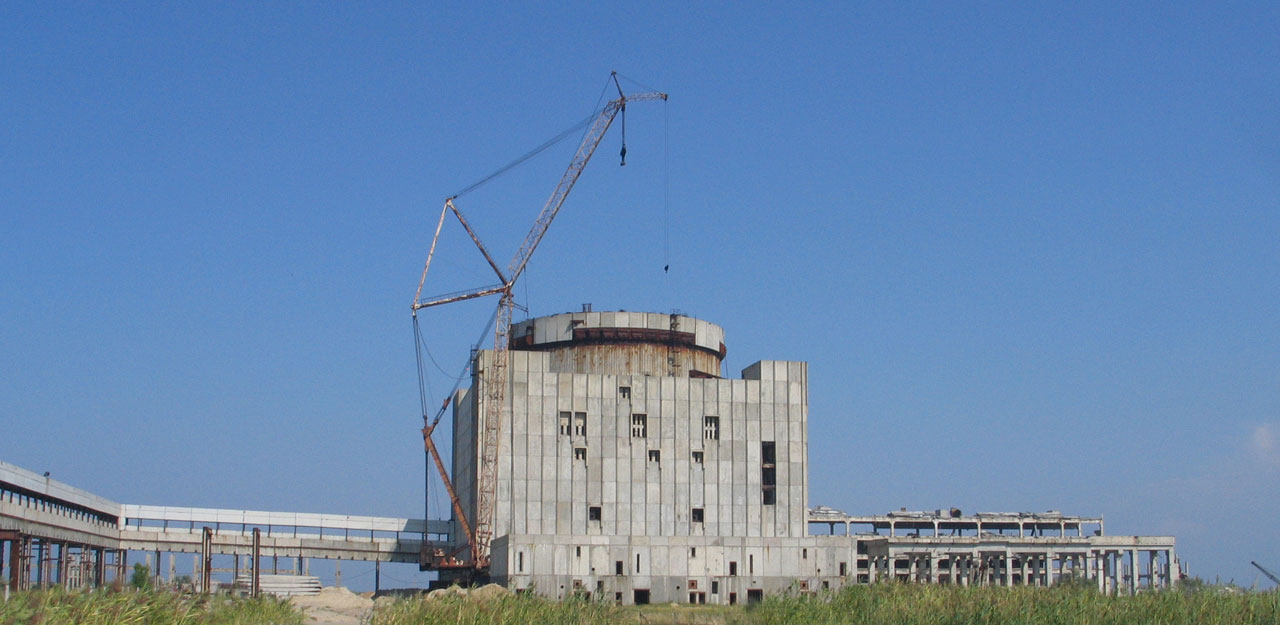
Ruina Centralei Crimeea.

- Centrala Nucleară Crimeea este o centrală nucleară din Peninsula Crimeea, Ucraina, care n-a fost niciodată pusă în funcțiune. Construcția ei a început în 1976. După disoluția Uniunii Sovietice n-au mai existat fonduri pentru continuarea proiectului. Ruina centralei este acum un loc frecventat de fotografi și de pictori. (Poziție pe hartă)